# Prekleti kadilci
Prekleti kadilci je knjiga Svetlane Makarovič, ki je izšla pri Založbi Sanje leta 2007. Avtor ilustracij in oblikovanja naslovnice je slovenski oblikovalec Matevž Medja. Naslovnica je v stilu škatlice cigaret Marlboro. 
Pripoved na satirično pravljičen način napiše genezo kadilskega rodu skozi jedrnato zgodovino tobaka in kadilcev. Pripoved je polna najrazličnejših zgodovinskih imen, od grofov do navadnih kmetov, ki so podlegli kadilski razvadi. 